# Cristhian Stuani
Cristhian Ricardo Stuani Curbelo (Tala, 1986. október 12. –) uruguayi válogatott labdarúgó, jelenleg a Girona csatárja.

## Pályafutása
Pályafutását az uruguayi bajnokságban kezdte, majd a legtöbb időt Spanyolországban játszotta. 2018 tavaszán új rekordot állított fel a Girona FC-ben egy szezonon belül lőtt 19 góljával.